# Erastria incompleta
Erastria incompleta là một loài bướm đêm trong họ Geometridae.